# Almelo Centraal
Almelo Centraal (afgekort: AC) is een lokale politieke partij in de Nederlandse gemeente Almelo. De partij bestaat sinds 2013, en is opgericht door Israa Abdullatif. Almelo Centraal zegt gedreven te worden door inclusiviteit, zorg voor de omgeving en betrouwbaarheid van bestuur.

## Geschiedenis
In juli 2013 stapte VVD-raadslid Abdullatif uit de fractie. Zij kon zich niet langer vinden in de wijze waarop de lokale VVD functioneerde. Wel bleef zij in de raad, omdat zij veel steun had ervaren bij haar standpunten en werkwijze. Later dat jaar richtte zij de partij Almelo Centraal op.
Bij de verkiezingen van maart 2014 behaalde de partij 860 stemmen, goed voor 1 van de 35 zetels. Na een raadsperiode van vier jaar, verminderde dit aantal bij de verkiezingen van maart 2018 naar 610 stemmen, waardoor de partij onder de kiesdeler uit kwam. Het raadslidmaatschap van Abdullatif kwam hierdoor na twaalf jaar ten einde.
Bij de verkiezingen van maart 2022 deed Almelo Centraal opnieuw een gooi naar een zetel. Lijsttrekker Abdullatif was de raadsvergaderingen van een afstandje blijven volgen. Zij was van mening dat er in de politiek te weinig fatsoen was, en deze menselijker moest. De partij kreeg 1154 stemmen, waardoor Abdullatif terugkeerde in de raad.

## Verkiezingsuitslagen
De partij heeft bij verschillende verkiezingen de volgende resultaten behaald:
| Jaar | Stemmen | %    | Zetels |
| ---- | ------- | ---- | ------ |
| 2014 | 860     | 3,2% | 1 / 35 |
| 2018 | 610     | 2,1% | 0 / 35 |
| 2022 | 1.154   | 4,6% | 1 / 35 |